# العلاقات البيروية السيشلية
العلاقات البيروفية السيشلية هي العلاقات الثنائية التي تجمع بين بيرو وسيشل.

## مقارنة بين البلدين
هذه مقارنة عامة ومرجعية للدولتين:
| وجه المقارنة                                              | بيرو                                   | سيشل                                                |
| --------------------------------------------------------- | -------------------------------------- | --------------------------------------------------- |
| المساحة (كم2)                                             | 1.29 مليون                             | 459                                                 |
| عدد السكان (نسمة)                                         | 32.16 مليون                            | 95.84 ألف                                           |
| الكثافة السكانية (ن./كم²)                                 | 24.93                                  | 20.88 ألف                                           |
| العاصمة                                                   | ليما                                   | فيكتوريا                                            |
| اللغة الرسمية                                             | اللغة الإسبانية، اللغة الأيمرية، كتشوا | لغة فرنسية، لغة إنجليزية، اللغة الكريولية السيشيلية |
| العملة                                                    | سول بيروفي جديد                        | روبية سيشلية                                        |
| الناتج المحلي الإجمالي (بليون دولار)                      | 211.39 مليار                           | 1.49 مليار                                          |
| الناتج المحلي الإجمالي (تعادل القوة الشرائية) بليون دولار | 393.13 مليار                           | 2.54 مليار                                          |
| الناتج المحلي الإجمالي الاسمي للفرد دولار أمريكي          | 6.03 ألف                               | 15.48 ألف                                           |
| الناتج المحلي الإجمالي للفرد دولار أمريكي                 | 11.99 ألف                              | 26.42 ألف                                           |
| مؤشر التنمية البشرية                                      | 0.740                                  | 0.772                                               |
| رمز المكالمات الدولي                                      | +51                                    | +248                                                |
| رمز الإنترنت                                              | .pe                                    | .sc                                                 |
| المنطقة الزمنية                                           | توقيت بيرو، 00                         | ت ع م+04:00                                         |

## منظمات دولية مشتركة
يشترك البلدان في عضوية مجموعة من المنظمات الدولية، منها:
| علم المنظمة | اسم المنظمة                               | تاريخ انضمام بيرو | تاريخ انضمام سيشل |
| ----------- | ----------------------------------------- | ----------------- | ----------------- |
|             | يونسكو                                    | 21 نوفمبر 1946    | 18 أكتوبر 1976    |
|             | وكالة ضمان الاستثمار متعدد الأطراف        | 2 ديسمبر 1991     | 15 سبتمبر 1992    |
|             | الأمم المتحدة                             | 31 أكتوبر 1945    | 21 سبتمبر 1976    |
|             | الفريق المعني برصد الأرض                  | ?                 | ?                 |
|             | الاتحاد البريدي العالمي                   | ?                 | ?                 |
|             | البنك الدولي للإنشاء والتعمير             | 31 ديسمبر 1945    | 29 سبتمبر 1980    |
|             | الاتحاد الدولي للاتصالات                  | 12 يوليو 1915     | 17 سبتمبر 1999    |
|             | منظمة حظر الأسلحة الكيميائية              | ?                 | 29 أبريل 1997     |
|             | مؤسسة التمويل الدولية                     | 20 يوليو 1956     | 11 يونيو 1981     |
|             | المركز الدولي لتسوية المنازعات الاستشارية | 8 سبتمبر 1993     | 19 أبريل 1978     |
|             | منظمة الشرطة الجنائية الدولية             | ?                 | 1 سبتمبر 1977     |

## وصلات خارجية
- موقع وزارة الخارجية البيروفية
- موقع وزارة الخارجية السيشلية